# 꿀벌소녀대 (텔레비전 프로그램)
《꿀벌소녀대》(중국어: 蜜蜂少女隊)는 저장 위성 텔레비전과 CJ E&M이 제작하는 중국의 음악 리얼리티 쇼이다. 300여 명의 지원자 중 100명을 1차로 뽑고, 31명을 본선에 올린 뒤 사정봉과 우치룽이 각각 코치가 되어 14명의 후보를 뽑으며, 최종적으로 선발된 멤버 7명이 걸 그룹으로 활동하게 된다.

## 최종 선발
| 순위 | 이름       | 예명 | 소속사                                       | 소속그룹           |
| ---- | ---------- | ---- | -------------------------------------------- | ------------------ |
| 1위  | 콩쉬에얼   | Snow | MOUNTAINTOP, 아이돌청춘, 前즈메이타오, 前JYP | THE9, 前꿀벌소녀대 |
|      | 류위신     | XIN  | AMG, 아이돌청춘, 前즈메이타오                | THE9, 前꿀벌소녀대 |
|      | 장요란     |      | 前즈메이타오                                 | 前꿀벌소녀대       |
|      | 쉬허치     |      | 前즈메이타오                                 | 前꿀벌소녀대       |
|      | 장시야     |      | 前즈메이타오                                 | 前꿀벌소녀대       |
|      | 관카이위안 |      | 前즈메이타오                                 | 前꿀벌소녀대       |
|      | 뤄슈한     |      | 前즈메이타오                                 | 前꿀벌소녀대       |